# Propstei Zwettl

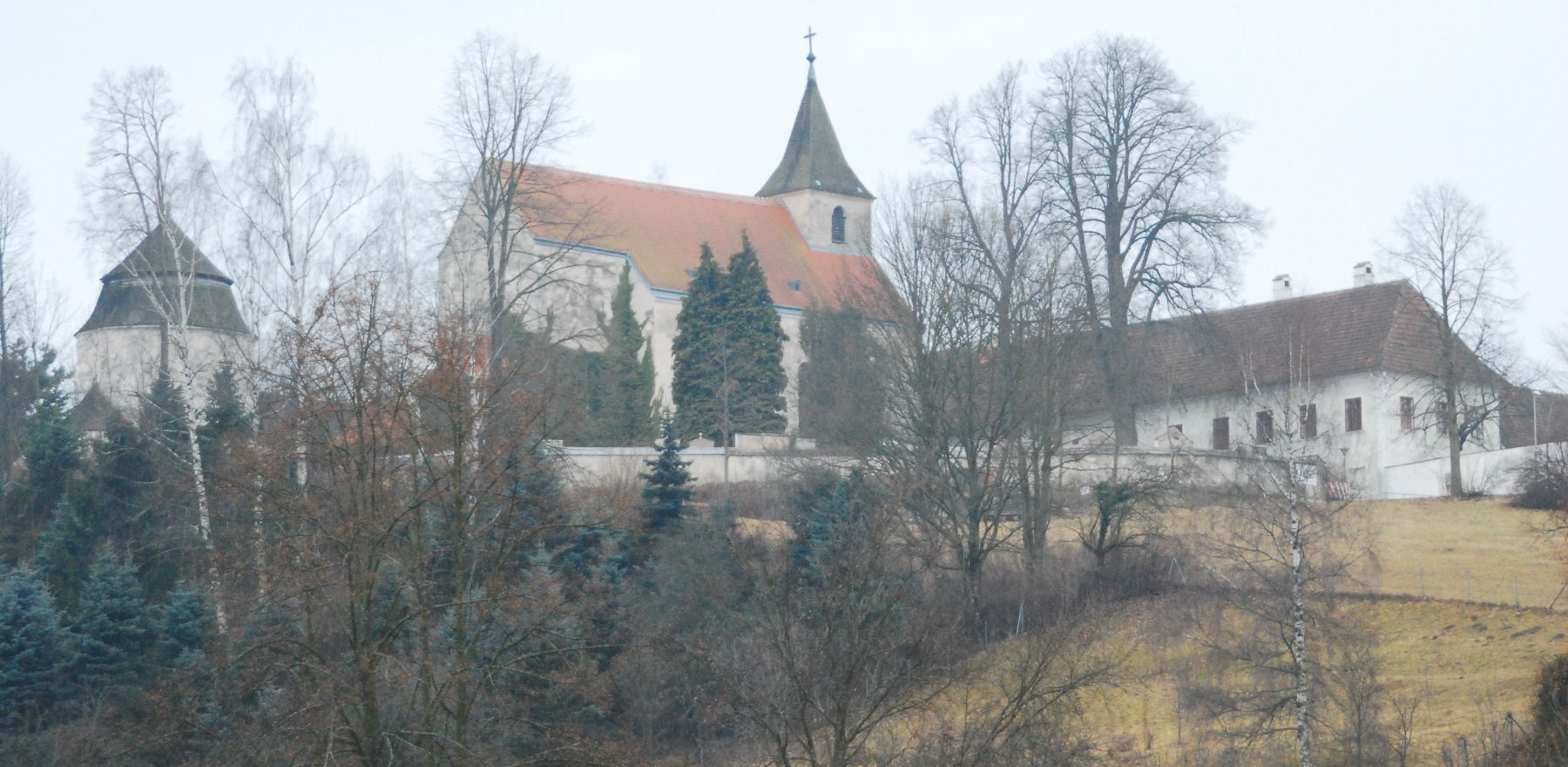
Propstei Zwettl

Die Propstei Zwettl ist ein ehemaliges Kollegialstift, das sich am Propsteiberg südlich der Altstadt von Zwettl in Niederösterreich befindet. Der Komplex besteht aus einer romanischen Kirche und der daran anschließenden Michaelskapelle, einem Friedhof mit romanischem Karner, dem eigentlichen Propsteigebäude und einem früheren Pfarrhaus, dem sogenannten „Kasten“. Vor der denkmalgeschützten Anlage (Listeneintrag) befindet sich am Ende des Kreuzwegs eine monumentale Kreuzigungsgruppe aus Sandstein.

## Geschichte

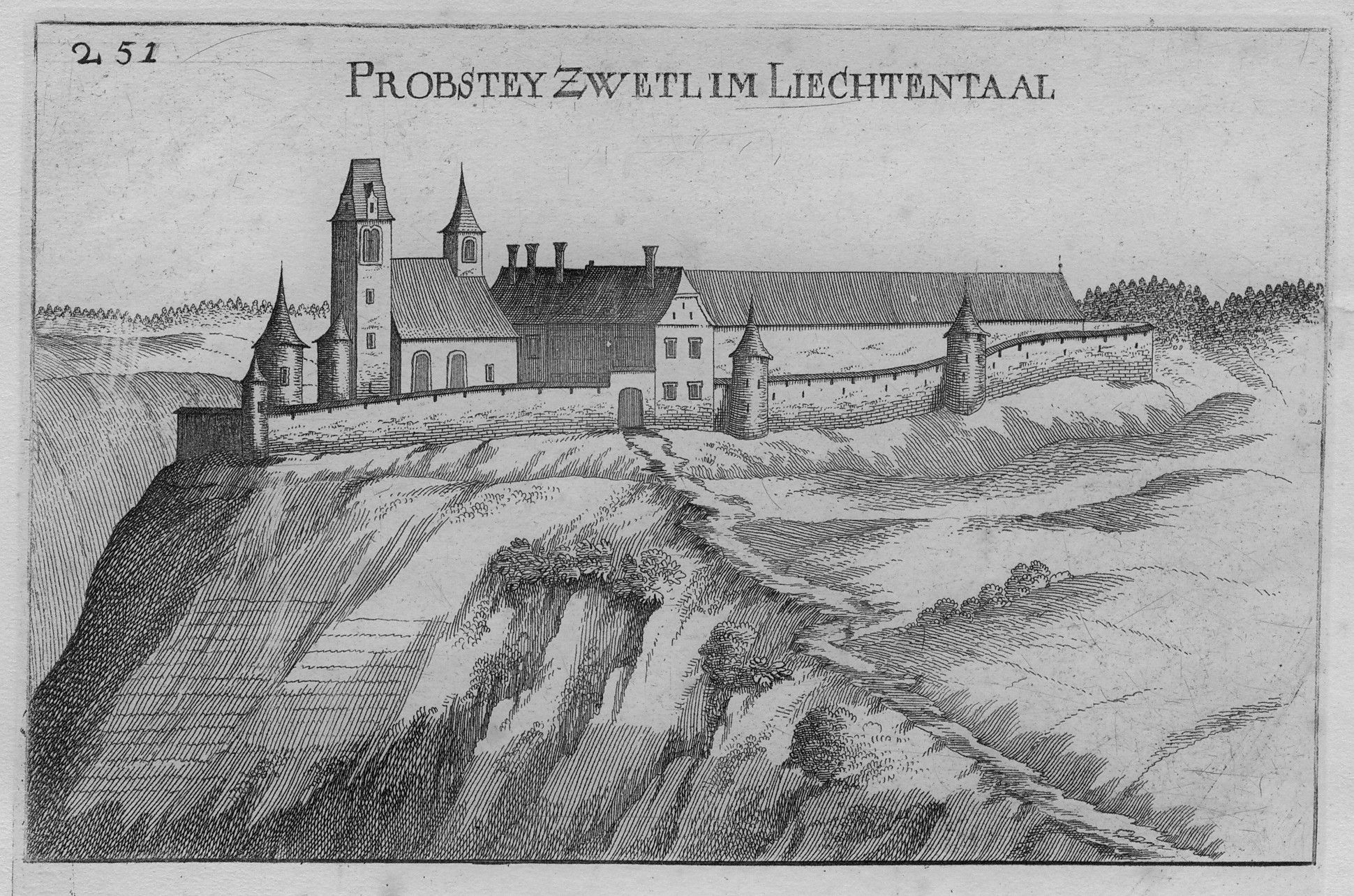
Kupferstich von Georg Matthäus Vischer (1672)

Von der Mitte des 11. Jahrhunderts an wurde das Waldviertel unter der Führung des Ministerialengeschlechtes der Kuenringer besiedelt. Sie errichteten gegen Ende des 11. oder Anfang des 12. Jahrhunderts auf dem heutigen Propsteiberg eine Kirche – die erste Pfarrkirche von Zwettl. Der erste Pfarrer dürfte der Kuenringer Pilgrim gewesen sein. In der Bärenhaut wird auch von einer Burg berichtet, deren exakte Lage heute nicht mehr bekannt ist. Verschiedene bauliche Merkmale weisen darauf hin, dass sich die Hauptanlage im Bereich des Propsteigebäudes befunden hat. Die Burg wurde 1230/1231 durch die Babenberger unter der Herrschaft Friedrichs des Streitbaren zerstört, die Kirche blieb jedoch erhalten. Diese war nachweislich ab 1132 Pfarrkirche von Zwettl. Die Pfarre selbst dürfte schon einige Zeit früher bestanden haben.
Für die Zeit zwischen dem Jahr 1231 und der Gründung der Propstei um 1500 sind nur wenige schriftliche Quellen vorhanden. Bauhistorischen Befunde sowie Urkunden aus dem 13. und 14. Jahrhundert weisen darauf hin, dass auf dem ehemaligen Burggelände ein ausgedehnter Pfarrhof errichtet wurde, der höchstwahrscheinlich mit dem sogenannten „Kasten“ südlich der Kirche identisch ist.
Auf Betreiben des Zwettler Pfarrers Andreas Königsteiner wurde durch den päpstlichen Nuntius Bartholomäus de Mariachis 1483 die Propstei gegründet. Diese erhielt durch eine Stiftungsurkunde von Kaiser Friedrich III. im Jahr 1487 die erforderliche wirtschaftliche Basis. Es war geplant, ein Kollegium mit einem Dechant und zwölf Chorherren unter dem Vorstand eines Propstes einzurichten. In dieser Zeit wurden zahlreiche Um- und Erweiterungsbauten vorgenommen. Erster Propst wurde Andreas Königsteiner. Die Pfarren Zwettl und Altpölla wurden der Propstei inkorporiert. Der Propst blieb zwar weiterhin der Stadtpfarrer von Zwettl, zur eigentlichen Pfarrkirche ernannte man aber die Marienkirche in der Stadt. Dort wurde die Seelsorge von einem Vikar geleistet. Trotz der guten ökonomischen Voraussetzung wurde der geplante Stand von 14 Geistlichen nie erreicht. Verantwortlich dafür waren unter anderem der aufkommende Protestantismus und hohe Kriegssteuern im 16. Jahrhundert. Ab der zweiten Hälfte des 16. Jahrhunderts existierte auf der Propstei kein Kapitel mehr. Die Pröpste wurden meist vom Landesherren vorgeschlagen und vom Bischof bestellt. Während des Dreißigjährigen Krieges war die Propstei kurzfristig von böhmischen Rebellen unter der Führung des Grafen von Thurn besetzt. 1751 ließ Kaiserin Maria Theresia mit Zustimmung des Papstes die Güter einziehen und übergab sie an die Theresianische Militärakademie. Der Titel des Propstes von Zwettl wird seitdem nur noch als reiner Ehrentitel verliehen.
In einer Gedenkschrift des Jahres 1856, die sich im Zwettler Stadtarchiv befindet, wird davon berichtet, dass die Kirche „im Jahre 1839 […] sowohl im Äußeren an ihrer Schindelbedachung – als in ihrem Inneren an ihrem Plafonde dem gänzlichen Verfalle nahe war“. Das Theresianum beabsichtigte 1840/1841, die Kirche, den Karner sowie die Michaelskapelle abreißen zu lassen und den Friedhof zu schließen. Dies konnte auf Betreiben des Stadtpfarrers Joseph Schelnberger und durch ein historisch fundiertes Gutachten des Dechants Joseph Schmid aus dem Stift Zwettl verhindert werden. Schließlich blieb die Kirche nicht nur erhalten, sondern wurde auch aufwändig restauriert.
Seit 1883 ist die Gesamtanlage im Eigentum der Sparkasse Zwettl und wird heute von der Sparkasse Waldviertel-Mitte Privatstiftung verwaltet.

## Kirche

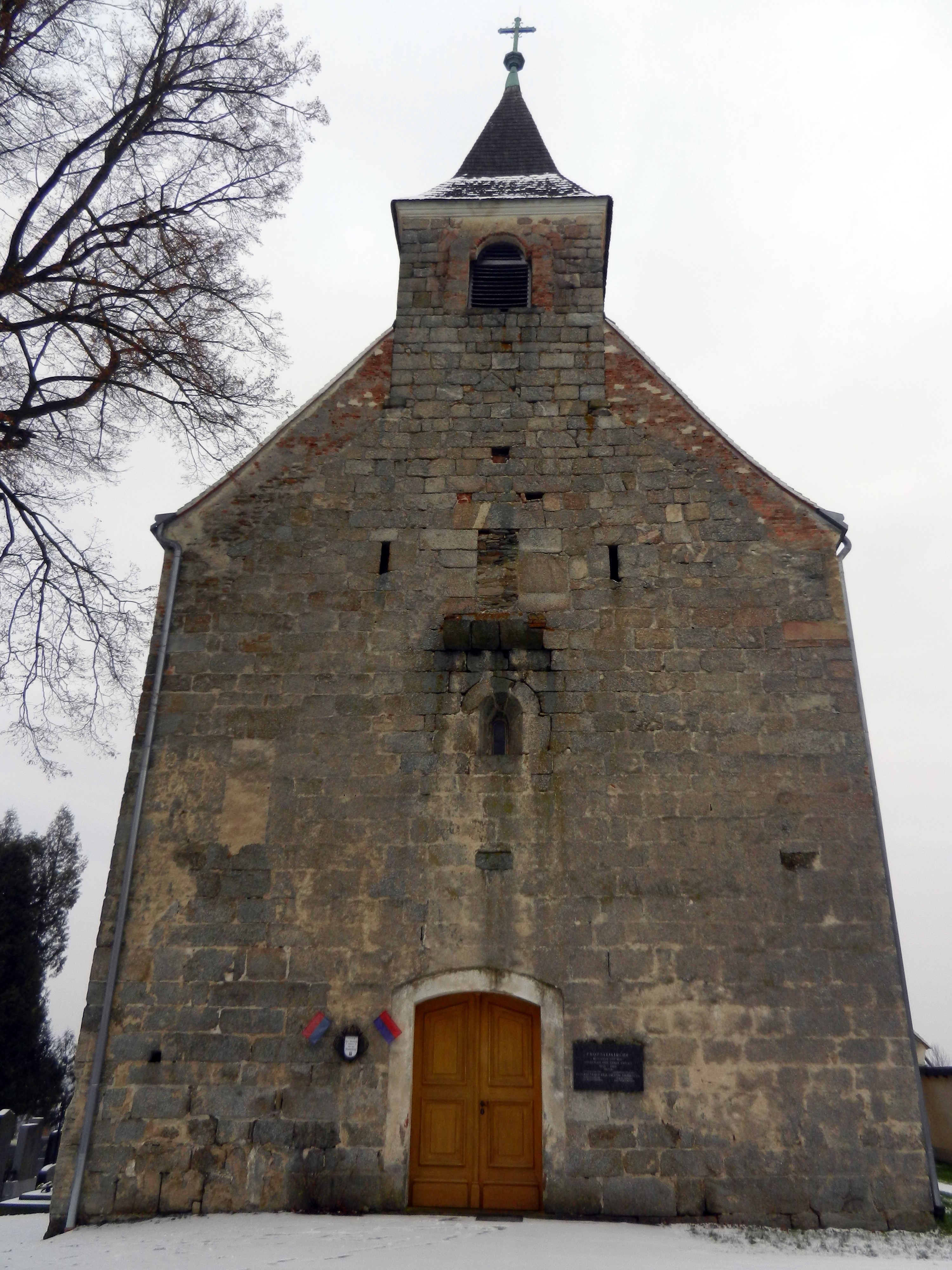
Portalseite der Propsteikirche

Die Propsteikirche steht unter dem Patrozinium von Johannes dem Evangelisten. Westlich davon befindet sich das ehemalige Propsteigebäude und östlich der Karner. Ab 1483, dem Stiftungsjahr der Propstei, bis zu deren Aufhebung durch Maria Theresia im Jahr 1751, wurde sie unter dem Titel „zum heiligen Erlöser im Liechtental“ als Kollegiats- und Propsteikirche genutzt. Bis 1783 wurden in den Sommermonaten weiterhin Frühmessen abgehalten, danach diente das Gotteshaus als Friedhofskirche, in der nur noch zu Allerseelen Messen gelesen wurden. Ab 1946 war sie nach Kriegsschäden entweiht. 1967 erfolgte schließlich die Rekonsekration.

### Baugeschichte

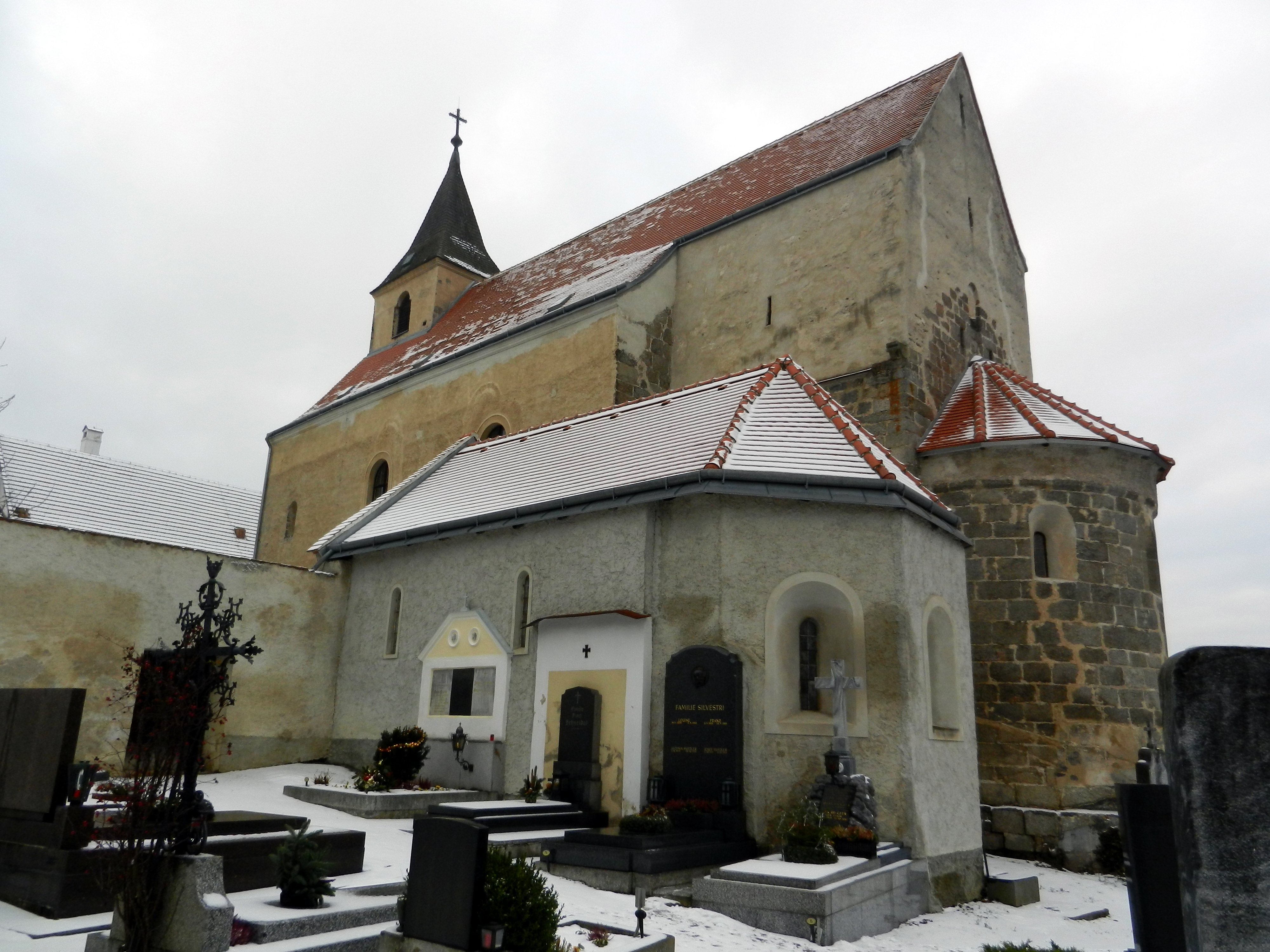
Propsteikirche mit Michaelskapelle

Der romanischen Granitquaderbau wurde Ende des 11. oder Anfang des 12. Jahrhunderts erbaut und in der zweiten Hälfte des 13. Jahrhunderts südwestlich durch eine frühgotische Kapelle erweitert. 1426/1427 wurde die Kirche durch die Hussiten schwer beschädigt. 1463 erhielt sie einen gotischen Chorturm. 1618/1619 kam es zu Plünderungen durch böhmische Truppen. Der Chorturm wurde 1678 wieder abgetragen und der Bau erhielt einen neuen Dachstuhl über Langhaus und Chor. Unter Propst Konrad Ferdinand Albrecht von Albrechtsburg wurde 1718 das Langhaus eingewölbt. Gleichzeitig wurden große Rundbogenfenster ausgebrochen und die romanischen Schlitzfenster vermauert. Der Innenraum wurde barockisiert.

### Äußeres

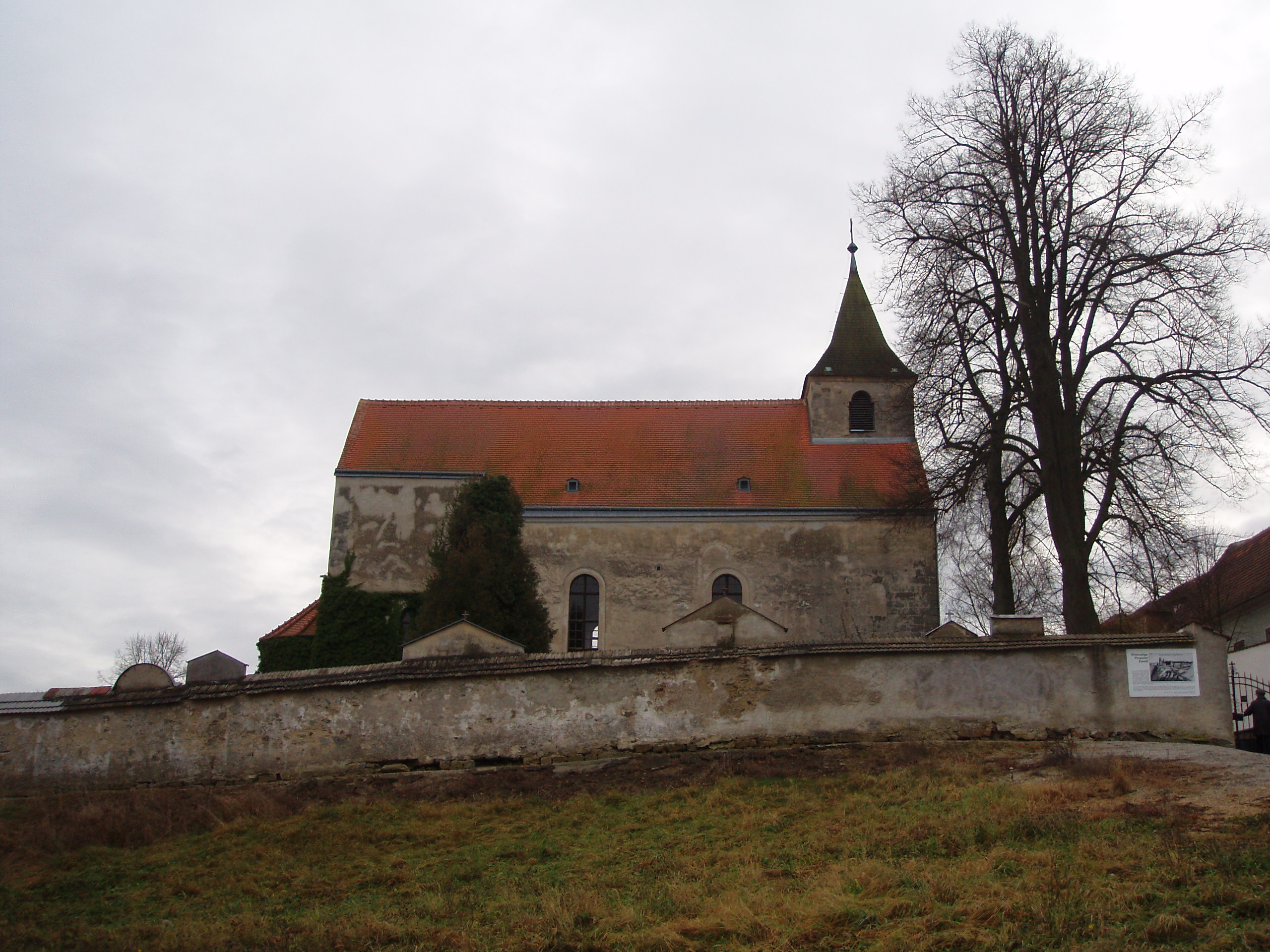
Propsteikirche

Das rechteckige Langhaus liegt zusammen mit dem eingezogenen Chorquadrat unter einem gemeinsamen Satteldach. Die anschließende Rundapsis ist wesentlich niedriger. An der dreigeschoßigen Westfassade sind noch die Konturen der ehemaligen Firstlinie sichtbar. Über ihrem barocken flachbogigen Portal liegen drei Kragsteine sowie eine vermauerte Rundbogenöffnung, die wohl ursprünglich als Verbindung zur Burg diente. Sie ist von einem romanischen Giebelturm unter einem geknickten Giebelhelm bekrönt. Anstelle der ursprünglichen, romanischen Zwillingsfenster hat der Turm heute barocke Rundbogenfenster. Das Chorquadrat verfügt ebenfalls über Rundbogenfenster sowie über einen romanischen Kragstein in der Südostecke. An der Apsis befinden sich drei romanische Rundbogenfenster in Trichterlaibung. Auffällig ist eine Eckkonsole mit skulpturiert herausragendem Arm, der eine Rolle trägt, welche als Rechtssymbol interpretiert wird.

### Inneres
Das Langhaus ist ein zweijochiger Saalraum mit stuckierter hölzerner Stichkappentonne über Doppelgurten mit verkröpftem Gesims. Über dem rundbogigen Triumphbogen ist ein gemaltes Wappen des Propstes Konrad Ferdinand von Albrechtsburg zu sehen. Die bemerkenswerte romanische Westempore hat zwei Geschoße, drei Joche und ist durch weite Rundbögen zum Langhaus geöffnet. Das leicht erhöhte, romanische Chorquadrat mit Apsiskonche hat ein barockes Kreuzgratgewölbe über Eckpilastern mit verkröpftem Gesims.

### Einrichtung
Von der barocken Einrichtung ist nur die bemerkenswerte Kanzel mit Bandlwerkdekor zur Gänze erhalten geblieben. Diese wurde um 1730 angefertigt. Neben einem neuen Volksaltar sind zwei einander entsprechende Seitenaltäre vorhanden. Der linke verfügt über eine Figur von Johannes dem Evangelisten und der rechte über eine Figur von Johannes dem Täufer. Beide Bildnisse stammen vom ehemaligen barocken Hochaltar. Zur weiteren Ausstattung zählt eine Glocke von Simon Urndorfer aus dem Jahr 1650.

## Michaelskapelle

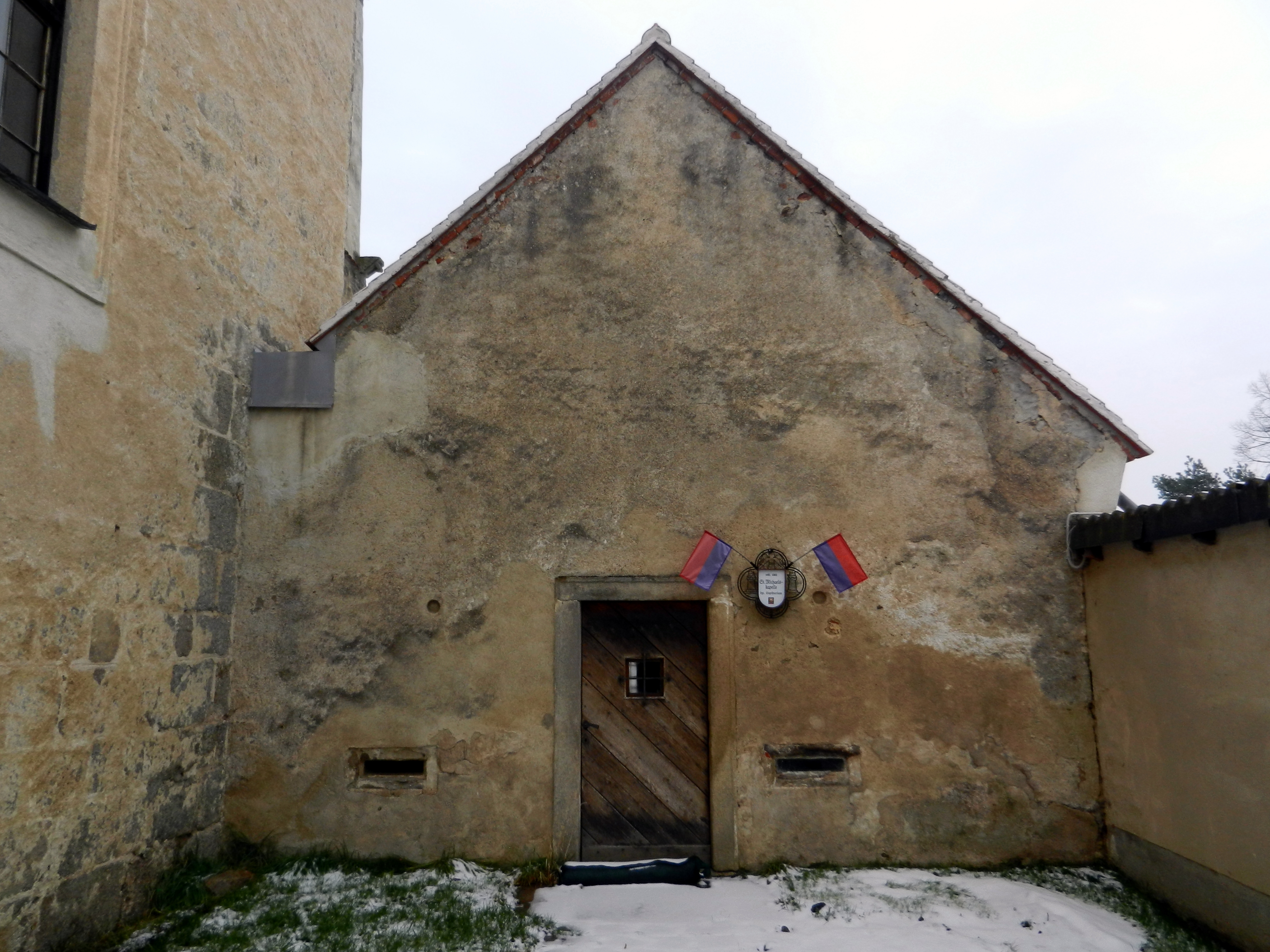
Eingang Michaelskapelle

Die Michaelskapelle an der Südostecke der Propsteikirche war mit dieser vermutlich ab 1678 bis zur Restaurierung in den 1960er-Jahren durch einen schmalen Gang verbunden. Sie wurde im Jahr 1383 erstmals urkundlich erwähnt, wurde jedoch bereits in der zweiten Hälfte des 13. Jahrhunderts erbaut. Ursprünglich als frühgotische Grabkapelle angelegt, diente sie später auch als Sakristei. Der rechteckige Bau hat eine leicht eingezogene, dreiseitige Apsis mit einem schmalen Rundbogenfenster in Trichterlaibung. An der Südseite der Kapelle ist ein barock erweitertes Rundbogenfenster zu sehen.
Der Innenraum war ursprünglich flachgedeckt. Er verfügt heute über ein zweijochiges Kreuzrippengewölbe aus dem letzten Viertel des 15. Jahrhunderts mit runden Schlusssteinen, auf Konsolen. Die Gewölberippen und die Fensterlaibung sind mit Fugenmalerei versehen. Die Apsis hat ein Gratgewölbe und ist mit einer Wandmalerei des thronenden Christus mit Engeln und Evangelistensymbolen aus der Zeit um 1470/1480 dekoriert. Im Langhaus befinden sich sieben frühgotische Grabplatten mit Ritzkreuzen, die 1967/1968 vom Friedhof hierher übertragen wurden.

## Karner

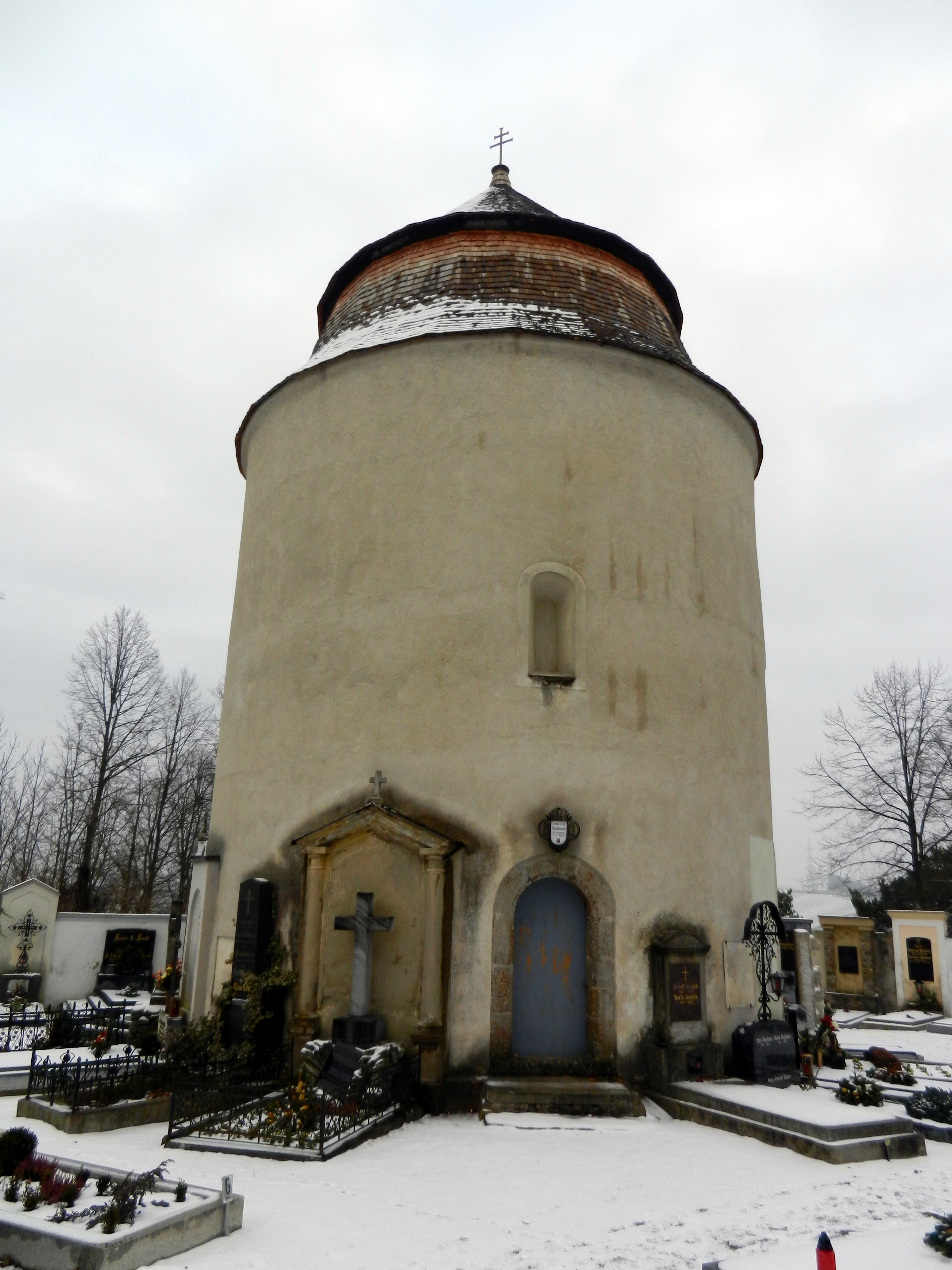
Westseite des Karners

Der Karner im östlichen Bereich des Friedhofs ist ein spätromanischer und im 18. Jahrhundert barockisierter Rundbau mit Halbkreisapsis, der im Jahr 1383 als Kapelle zum hl. Johannes dem Täufer erstmals urkundlich erwähnt wurde. Der Bruchsteinbau mit einem Beinhaus im Kellergewölbe ist an der Westseite durch ein romanisches Rundbogenportal zugänglich. An Mauerspuren ist erkennbar, dass das Portal ursprünglich ein Vordach gehabt haben muss. Der Karner hat im Osten und im Westen je ein romanisches Fenster in Trichterlaibung sowie im Norden und im Süden je ein barock erweitertes Rundbogenfenster. Das Kuppelgewölbe im Inneren wurde 1940 von Hans Neumüller mit einer Wandmalerei Jüngstes Gericht versehen. 1982 wurden in der Apsis Reste figureller Fresken aus dem 14. Jahrhundert entdeckt.
Zwei Lichtsäulen aus der Zeit um 1530 – spätgotische Tabernakelpfeiler mit gedrehten Schäften – befanden sich ursprünglich vor dem Karner. Sie wurden später ans Friedhofsportal versetzt.

## Kasten

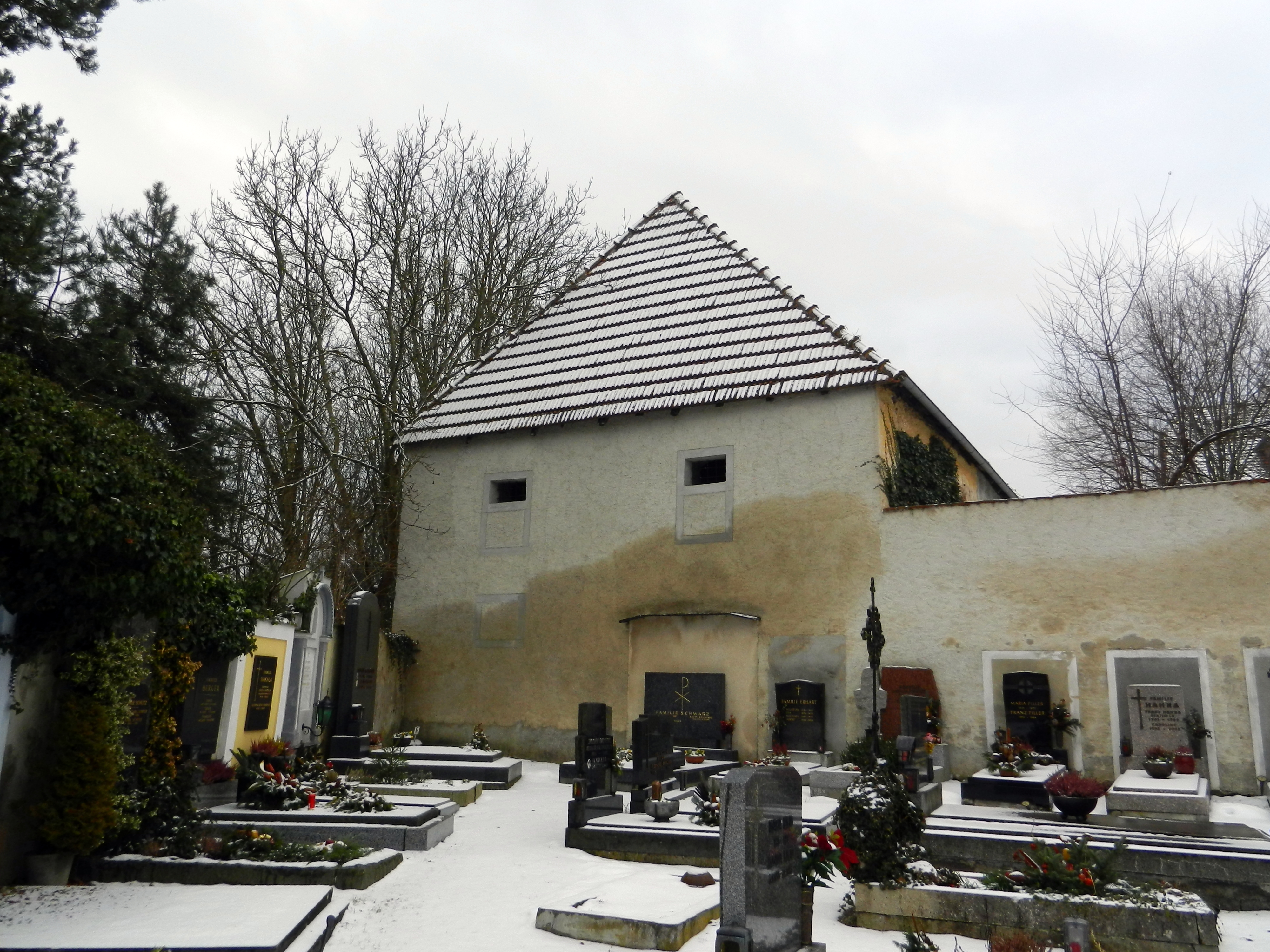
Kasten

Der zweigeschoßige „Kasten“ südlich der Kirche ist ein Saalbau aus der zweiten Hälfte des 13. Jahrhunderts. Er verfügt über Rechteckfenster und ein Satteldach. An der Nordseite sind teilweise Reste romanischer Schlitzfenster sichtbar. Manche Teile weisen ein Ährenmauerwerk (Opus spicatum) auf.
Fälschlicherweise hielt man den Kasten früher für einen Teil der ehemaligen Burg aus der Zeit um 1120. Durch archäologische Untersuchungen Ende des 20. Jahrhunderts konnte nachgewiesen werden, dass er tatsächlich erst nach der Zerstörung der Kuenringerburg, wahrscheinlich unter Verwendung von Teilen des Abbruchmaterials derselben, errichtet worden war.
Zu der Zeit, als die Propsteikirche noch Pfarrkirche war, war der Kasten ein Teil oder sogar das Hauptgebäude des Pfarrhauses und ist somit einer der ältesten fast vollständig erhaltenen Pfarrhöfe Österreichs. Der Innenraum wurde im 14. Jahrhundert durch breite Spitzbögen unterteilt und später durch den Einbau von Zwischenwänden und einer Herdstelle verändert. Weitere Umbauten erfolgten im 18./19. Jahrhundert.

## Ehemaliges Propsteigebäude

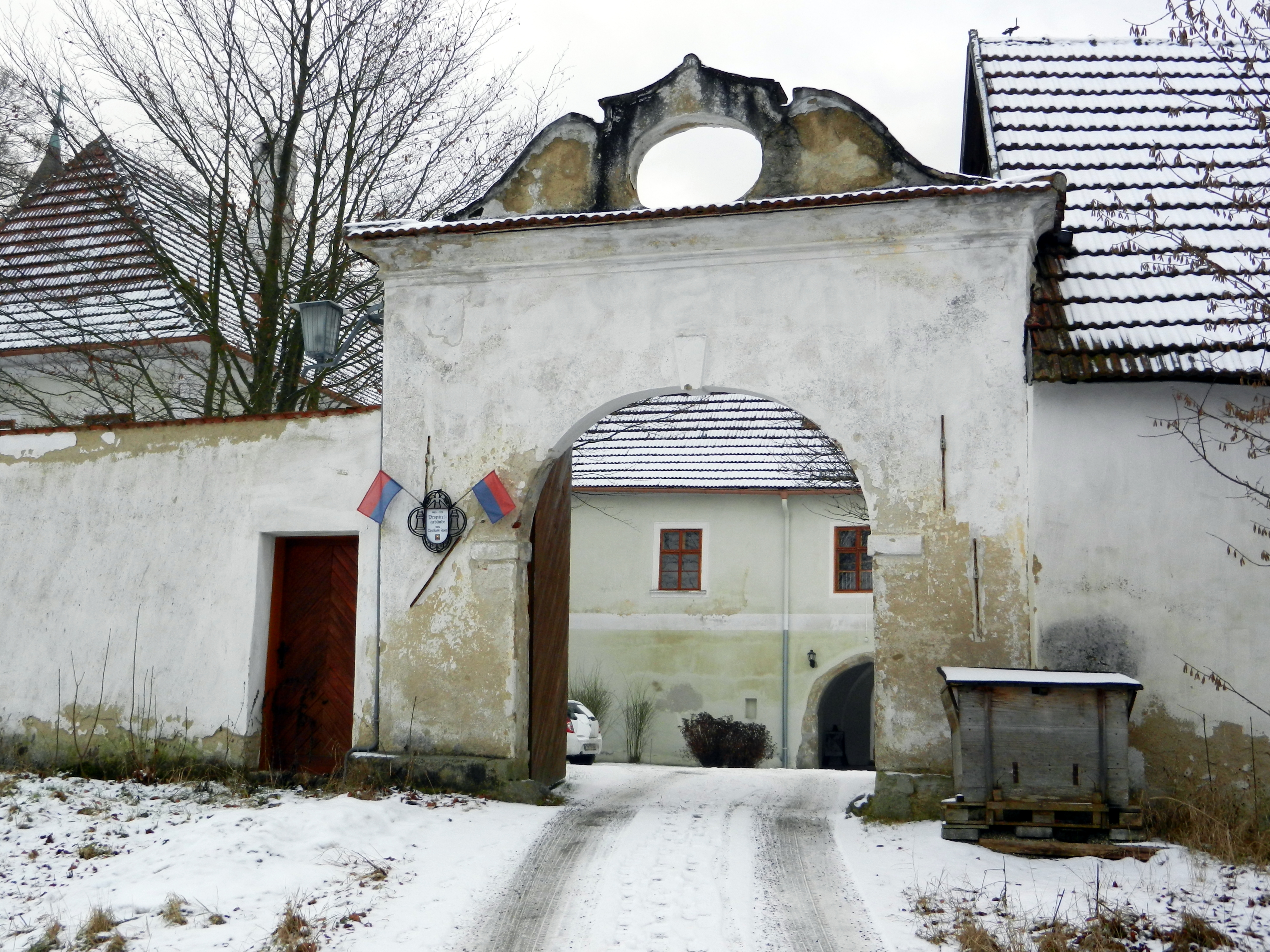
Portal zum Propsteigebäude

Das ehemalige Propsteigebäude – eine mehrflügelige, zweigeschoßige Anlage mit Wirtschaftsgebäuden und zwei Höfen – wurde 1483 zum Teil auf den Fundamenten der ehemaligen Kuenringerburg errichtet und bestand damals wahrscheinlich nur aus einem Nordtrakt und einem kurzen Südtrakt, die durch eine Wehrmauer der Burg miteinander verbunden waren. Später wurde der Komplex mehrfach umgebaut und unter Konrad von Albrechtsburg um 1710 barockisiert und erweitert.
Der im 16./17. Jahrhundert verlängerte und um 1710 barockisierte Nordtrakt ist im Kern mittelalterlich. Er hat eine rundbogige Einfahrt mit Kreuzgratgewölben und hofseitig ein barockes Ädikulaportal mit von Putti getragenem Wappen Konrads von Altenburg. Die Räume im Erdgeschoß sind kreuzgratgewölbt.
Der im 16./17. Jahrhundert unter Verwendung der mittelalterlichen Wehrmauer errichtete Osttrakt wurde um 1710 nach Westen verlängert, mit einer einheitlichen, den Südtrakt miteinbeziehenden Fassade versehen und erhielt gleichzeitig einen schmalen Arkadengang an der Hofseite. Innen sind die Reste einer spätgotischen Rauchküche zu sehen. Die Erdgeschoßräume sind durch Stichkappentonnen gewölbt, während sich im Obergeschoß Flachdecken mit Resten von barockem Stuckdekor befinden.
Der Südtrakt ist wahrscheinlich der stark umgebaute Torbau der ehemaligen Burg. Dessen schmale und tonnengewölbte Einfahrt befindet sich heute im Kellergeschoß. Darüber liegen Steingewändefenster und Wappen aus dem 16. Jahrhundert, die heute von dem um 1710 hinzugefügten Arkadengang verdeckt sind.
Dieses Gebäude ist heute ein Wohnheim der Caritas.

## Kreuzweg

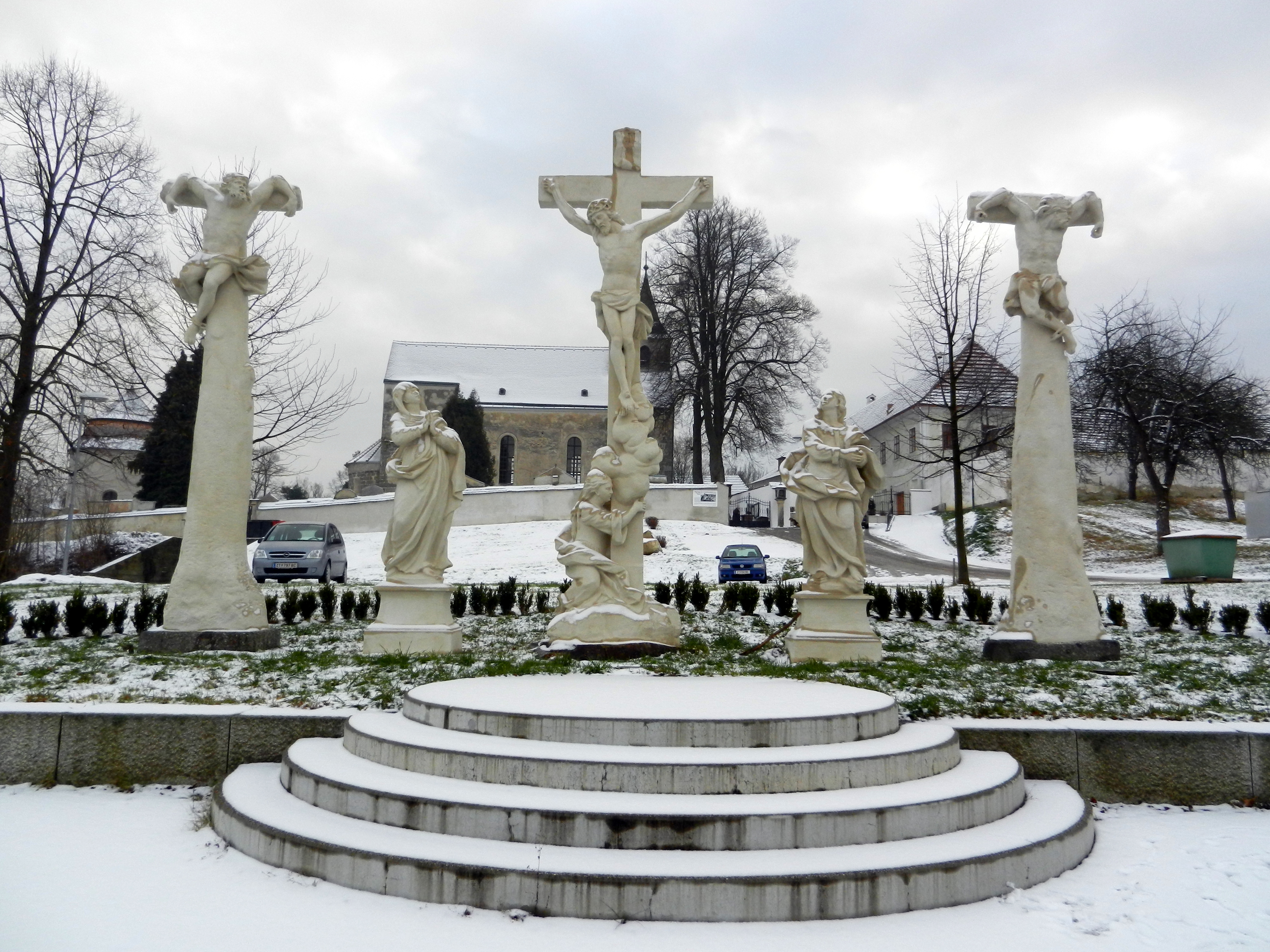
Barocke Kreuzigungsgruppe

Unweit nördlich der Kirche endet der am Fuß des Propsteibergs beginnende Kreuzweg. Die ehemals hölzernen Kreuzwegstationen wurden 1780 als schlichte Nischenbildstöcke wiedererrichtet, die heute anstelle der ursprünglichen Bilder mit Mosaiken des Bildhauers Carl Hermann aus dem Jahr 1970 ausgestattet sind.
Dort, wo der Kreuzweg endet, erhebt sich seit der ersten Hälfte des 18. Jahrhunderts eine barocke Kreuzigungsgruppe aus Sandstein. Die symmetrisch angeordneten Statuen stellen Christus am Kreuz sowie die Hll. Maria, Johannes den Täufer und Maria Magdalena dar. Sie werden links und rechts von den Kreuzen der beiden Schächer flankiert.
Die Kreuzigungsgruppe wurde im Jahr 2003 während eines Sturms von einem umstürzenden Baum schwer beschädigt. Im Auftrag des Grundbesitzers, der Sparkasse Waldviertel-Mitte Privatstiftung, wurde sie in der Folge durch den Bildhauer Sebastian-Jan Bunia umfassend restauriert. Gleichzeitig ließ die Stadtgemeinde eine Sanierung des gesamten Kreuzweges durchführen.